# Philip Bradbourn
Philip Charles Bradbourn (n. 9 august 1951, Tipton, Anglia, Regatul Unit – d. 19 decembrie 2014, Birmingham⁠(d), Anglia, Regatul Unit) a fost un om politic britanic, membru al Parlamentului European în perioadele 1999-2004 si 2004-2009 din partea Regatului Unit. 